# 咸陽ジャンクション
咸陽ジャンクション（ハミャンジャンクション）は大韓民国慶尚南道咸陽郡にある、統営-大田・中部高速道路(35号線）と88オリンピック高速道路（12号線）を接続するジャンクションである。

## 接続している路線

### 大田・統営方面
- 統営-大田・中部高速道路（11番）

### 光州・大邱方面
- 88オリンピック高速道路（21番）

## 隣
統営-大田・中部高速道路
生草IC - 咸陽JCT - 咸陽SA - 池谷IC
88オリンピック高速道路
咸陽IC - 咸陽JCT - 竹山SA（光州方面のみ）- 居昌IC